# Provincie Toledo
Provincie Toledo je jednou z pěti provincií Kastilie – La Mancha, autonomního společenství v centrální části Španělska. Zahrnuje území u jižního úpatí Kastilského pohoří a přilehlé roviny u řeky Tajo. Sousedí s provinciemi Ávila a Madrid na severu, Cuenca na východě, Ciudad Real na jihu a Cáceres (Extremadura) na západě. Žije zde přibližně 740 tisíc obyvatel.
Hlavním městem je Toledo (82 000 obyv.), dříve hlavní město celé Kastilie, dnes sídlo autonomního společenství a turistický cíl; o něco větší je však Talavera de la Reina (89 000 obyv.) Provincie je rozdělena na 204 obcí, z nichž většina je velmi malá; v provincii se také nachází obec s nejméně obyvateli ve Španělsku, Illán de las Vacas (5 obyvatel v roce 2009).

## Znak provincie
Starší verze
Escudo cuartelado, 1º y 4º de Castilla; y 2º y 3º de León; entado en punta de Granada.
Se representa cargado sobre el Toisón de Oro, acolado a un águila de sable exployada.
Timbre: Corona imperial.
Soportes: Las columnas de Hércules sobre dos ondas de azur, coronadas asimismo con corona imperial y la leyenda "Plus Ultra".
Překlad: Čtvrceno Kastilie a León, v patě Granada.
Zobrazuje se zdobený Zlatým Rounem na prsou černého dvouhlavého orla. Klenot – císařská koruna. Podklad – Herkulovy sloupy.
Znak provincie Toledo odpovídal znaku města, kde však orla provázejí dva trůnící králové/císaři.
Je nutno poznamenat, že provinční deputace užívala znaku, který neodpovídá výše uvedenému popisu (například orel byl zlatý).
Současný znak
V roce 2013 byl znak provincie změněn: Águila Bicéfala en sable, con escudo partido en dos cuarteles, el primero de ellos con un cuartelado de Castilla y León y el segundo en azur con una corona imperial de oro. Timbrado con la corona imperial, rematada por el mundo y la cruz; rodeando al escudo aparece el Toisón de oro. A uno y otro lado las columnas de Hércules sobre dos ondas de azur, coronadas asimismo con corona Imperial y la Leyenda Plus Ultra.
Překlad: Černý orel s polceným štítem (na prsou), v prvním poli čtvrti za Kastilii a León a ve druhém modrém císařská koruna, převýšená koulí s křížem. Kolem štítu řetěz Zlatého rouna. Po stranách Herkulovy sloupy nad modrými vlnami, korunovanými rovněž císařskými korunami a s nápisem Plus Ultra. Dosavadní provinční znak byl tedy doplněn znakem titulárního království Toledského. V dosavadním blasonu se orel považoval spíše za štítonoše, nyní je integrální součástí znaku. Znak schválila nařízením ze dne 13. května 2013 Consejería de Presidencia y Administraciones Públicas de la Junta de Comunidades de Castilla-La Mancha.

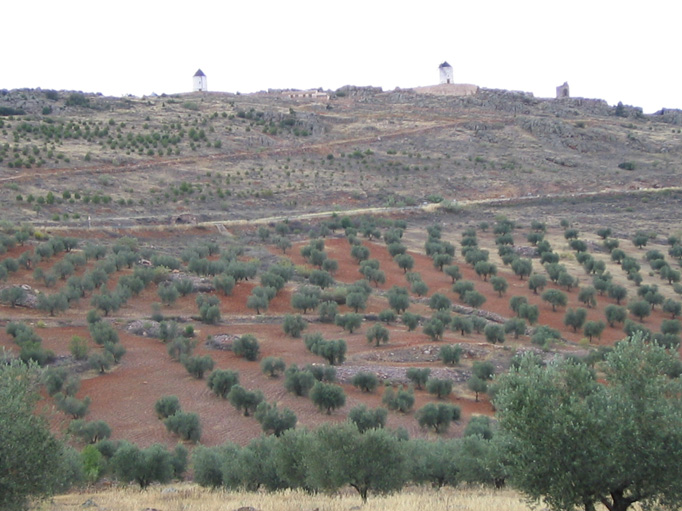
Krajina s olivovníky a větrnými mlýny u Yebenes na jihu provincie